# بوکا چیکا ویلیج (تگزاس)

بوکا چیکا ویلیج، تگزاس

بوکا چیکا ویلیج (به انگلیسی: Boca Chica Village) یک منطقهٔ مسکونی در ایالات متحده آمریکا است که در شهرستان کمرون، تگزاس واقع شده‌است. بوکا چیکا ویلیج ۲۶ نفر جمعیت دارد و ۱ متر بالاتر از سطح دریا واقع شده‌است.

## شرکت اسپیس‌اکس
در سال ۲۰۱۲ شرکت خصوصی اکتشاف فضایی اسپیس‌اکس منطقه بوکا چیکا را به عنوان مکان احتمالی برای ساخت سایت پرتاب خود نام برد. اسپیس‌اکس در سال ۲۰۱۲ شروع به خرید زمین در بوکا چیکا کرد. در اوت ۲۰۱۴، اسپیس‌اکس اعلام کرد که منطقه بوکا چیکا در جنوب تگزاس را به عنوان مکانی برای سایت پرتاب خود انتخاب کرده‌است و «مرکز کنترل» آن در دهکده ای نزدیک در چند کیلومتری سایت خواهد بود. اما فعالیت‌های ساخت و ساز گسترده‌تر تقریباً تا سال ۲۰۱۸ آغاز نشد.